# Ozarba negrottoi
Ozarba negrottoi är en fjärilsart som beskrevs av Emilio Berio 1940. Ozarba negrottoi ingår i släktet Ozarba och familjen nattflyn. Inga underarter finns listade i Catalogue of Life.